# Couronne impériale de Russie
Précédent 
La couronne impériale de Russie ou grande couronne impériale de l'Empire russe est l'un des joyaux de l'Empire russe avant sa disparition en 1917. Elle est utilisée lors de la cérémonie de couronnement des souverains russes à partir de Catherine II.